# Mefedron
Mefedron, vrsta psihoaktivne droge. Ulični naziv je "mjau". U zakonitoj uporabi rabi ga se kao umjetno gnojivo. Kemijski je vrlo sličan ecstasyju. Učinke koje stvara su osjećaj euforije, izražena komunikativnost i empatija, ubrzano disanje i rad srca, proširene zjenice i slično.

## Kemijski sastav
Derivat je katinona i metkatinona, stimulans središnjeg živčanog sustava, sličnog farmakološkog djelovanja kao metamfetamin.  Kemijski je vrlo sličan ecstasyju.

## Učinci
Učinke koje stvara su osjećaj euforije, izražena komunikativnost i empatija, ubrzano disanje i rad srca, proširene zjenice, osjećaj snage te spremnost da se noć provede budan bez ikakvih problema.

## Posljedice
Od ecstasyja se donekle razlikuje u naknadnim posljedicama. Dan ili čak dva nakon korištenja izaziva tupilo i jedan oblik pomalo autistične lijenosti. Jedan si je korisnik u agoniji odrezao testise. Posljedica konzumiranja može biti smrt.

## Zakonska zabrana
Na području Hrvatske uočen je 01. rujna 2009. godine. Temeljem odredbi Protokola o Sustavu ranog upozoravanja u slučaju pojave nove psihoaktivne tvari u RH, stručna radna skupina je procijenila zdravstveni i društveni rizik od nove tvari te je dogovoreno da se mefedron uvrsti u Popis droga, psihotropnih tvari i biljaka iz kojih se može dobiti droga te tvari koje se mogu uporabiti za izradu droga (NN 2/10). Mefedron je stavljen na Popis opojnih droga 28. prosinca 2009. godine.
U Hrvatskoj nije raširen. U susjednoj Sloveniji rašireniji je nego u Hrvatskoj. Poznavatelji narkoscene govore da mefedron preuzima primat kod tzv. partijanera, glavnih konzumenata ecstasyja. Švedska, Danska i Izrael su stavili ga na popis zabranjenih sredstava, no u Švedskoj se prvo morala dogoditi smrt tinejdžera da bi uslijedila zakonska zabrana. U Velikoj Britaniji postao je ozbiljni problem. Mefedron je još jeftiniji od relativno jeftinog ecstasyja i dostupniji. Premda je zabranjena njegova prodaja za konzumiranje, dostupan je kao gnojivo za biljke. Zbog velikog skoka narudžbi u Velikoj Britaniji, naizgled se velik broj mladih Britanaca odjednom odlučio baviti vrtlarstvom, što svakako nije posrijedi. Velika Britanija je rasadnik ove droge, poduzeća koja raspačavaju drogu ne skrivaju se nego su čak medijske zvijezde, a jedan se vlasnik koji je internetski prodavao u intervjuu rekao da su cijenu droge povisili jer nisu mogli udovoljiti velikoj potražnji.
Tvar je u nekim zemljama, poput Njemačke, Nizozemske, Švedske i Velike Britanije, zaplijenjena u znatnim količinama, pronađena je u tabletama ecstasy-a (Njemačka) te nedavno u legalnim proizvodima, tzv. "legal highs" koji se reklamiraju kao "soli za kupanje" (Irska). Danska i Švedska (također i Norveška, što je nepotvrđena informacija) su uvele kontrolne mjere prema ovim supstancama, a ostale zemlje u kojima se problem pojavio još uvijek razmatraju stavljanje mefedrona pod kontrolu (npr. Njemačka).

## Vanjske poveznice
- (nje.) Drugcom.de Mephedron